# Василиј Розанов
Василиј Васиљевич Розанов (рус. Василий Васильевич Розанов; Ветлуга, 2. мај 1856 - Сергијев Посад, 5. фебруар 1919) био је руски књижевник, филозоф, књижевни критичар и новинар. Спада у ред најконтроверзнијих интелектуалаца предреволуционарне Русије. Његови ставови се описују термином религија прокреације, пошто је покушавао да помири хришћанска становишта са идејом слободног испољавања сексуалности. Розанов је често себе ословљавао изразом Човек из подземља по угледу на главног јунака романа Записи из подземља Фјодора Достојевског. Инсистирао је на праву да јавно заступа неретко супростављене ставове. Клаус фон Бејме га је прозвао Распућином руске интелигенције.
Пажњу јавности привукао је почетком 1890-их када је писао кратке политичке текстове за конзервативне новине Ново време (Новое время), које је уређивао Алексеј Суворин, да би потом изазвао низ контроверзи када је почео да објављује своје књиге у којима се усасредио на питање сексуалности и морала. Овој проблематици се делимично окренуо због животних недаћа. Наиме, након што није успео да добије сагласност црквених и државних власти да се разведе од прве жене, илегално је ступио у брак са другом женом, зато његова деца из овог брака нису била друштвено и законски призната. За Розанова сексуални чин је света ствар и директно се супростављао ономе што је по њему било грађанско и црквено гушење путености. Његови ставови, који су га довели у сукоб подједнако и са конзервативцима и са левичарским радикалима, увек су били провокативни, али и парадоксални. Противречност ставова је клизила између оштре критике и нескривених похвала хришћанске вере, похвале јудаизма и отвореног антисемитизма, уздизања руске књижевности и њеног одбацивања, и слично. Своју критику хришћанског аскетизма, слављење човекове путености и теорију о природи хомосексуалности изнео је у књизи Људи месечеве светлости (1911). Имао је за његово време радикално прогресивне, позитивне и провокативне ставове о сексуалним мањинама. Објавио је сопствени дневник Осамљености сачињен од низа краћих есеја, живахних афоризама и сећања. Значајан је и као тумач књижевних дела Гогоља, Достојевског и Толстоја. Преминуо је од глади у руском манастиру 1919. 

## Одабрана дела
- О разумевању (О понимании 1886)
- Легенда о Великом инквизитору Ф. М. Достојевског (Легенда о великом инквизиторе Ф.М. Достоевского 1894)
- Људи месечеве светлости: хришћанска метафизика (Люди лунного света: Метафизика христианства 1911)
- Осамљености (Уединенное 1912)
- Апокалипса нашег времена (Апокалипсис нашего времени 1918)
- Апокалипса руске књижевности (Апокалиптика русской литературы 1918)